# ماريانس باهارس
ماريانس باهارس (5 أغسطس 1976 أوكرانيا - ) هو لاعب كرة قدم لاتفي.

## وصلات خارجية
ماريانس باهارس على موقع الاتحاد الدولي (مؤرشف)  (الإنجليزية)
- ماريانس باهارس على موقع الاتحاد الأوربي (الإنجليزية)
- ماريانس باهارس على موقع قاعدة بيانات كرة القدم.إي يو (الإنجليزية)
- ماريانس باهارس على موقع بيانات كرة القدم. دي إي (الألمانية)
- ماريانس باهارس على موقع ناشيونال فوتبول تيمز (الإنجليزية)
- ماريانس باهارس على موقع Soccerbase.com (لاعب) (الإنجليزية)
- ماريانس باهارس على موقع Soccerbase.com (مدرب) (الإنجليزية)
- ماريانس باهارس على موقع Soccerway.com (الإنجليزية)
- ماريانس باهارس على موقع عالم كرة القدم.نت (الإنجليزية)